# Palicourea zarucchii
Palicourea zarucchii är en måreväxtart som beskrevs av Charlotte M. Taylor. Palicourea zarucchii ingår i släktet Palicourea och familjen måreväxter. Inga underarter finns listade i Catalogue of Life.